# Batalla de La Motta
La batalla de La Motta, también conocida como la batalla de Schio, Vicenza o Creazzo, fue un enfrentamiento militar ocurrido el 7 de octubre de 1513 entre las tropas de la República de Venecia, dirigidas por Bartolomeo d'Alviano, y un ejército combinado de España y el Sacro Imperio Romano Germánico, encabezado por Ramón de Cardona y Fernando de Ávalos, en el contexto de la Guerra de la Liga de Cambrai. El encuentro, que tuvo lugar cerca de la población italiana de Schio y se saldó con una victoria decisiva hispano-imperial.

## Antecedentes
El comandante veneciano Bartolomeo d'Alviano, desprovisto de forma inesperada del apoyo francés, se replegó a la región de Véneto, perseguido de cerca por el ejército español, liderado por el virrey de Nápoles Ramón de Cardona. Aunque los españoles fueron incapaces de conquistar Padua, penetraron profundamente en territorio veneciano, y en septiembre estaban a la vista de la misma Venecia. El virrey Cardona intentó un bombardeo de la ciudad que resultó ser ineficaz en gran medida; entonces, no disponiendo de embarcaciones con las que cruzar la laguna, regresó a la Lombardía. D'Alviano, que había sido reforzado con centenares de soldados y voluntarios reclutados entre la nobleza veneciana, así como cañones y otros suministros, tomó ahora la iniciativa y persiguió a las tropas de Cardona con la intención de no permitirles retirarse del Véneto.

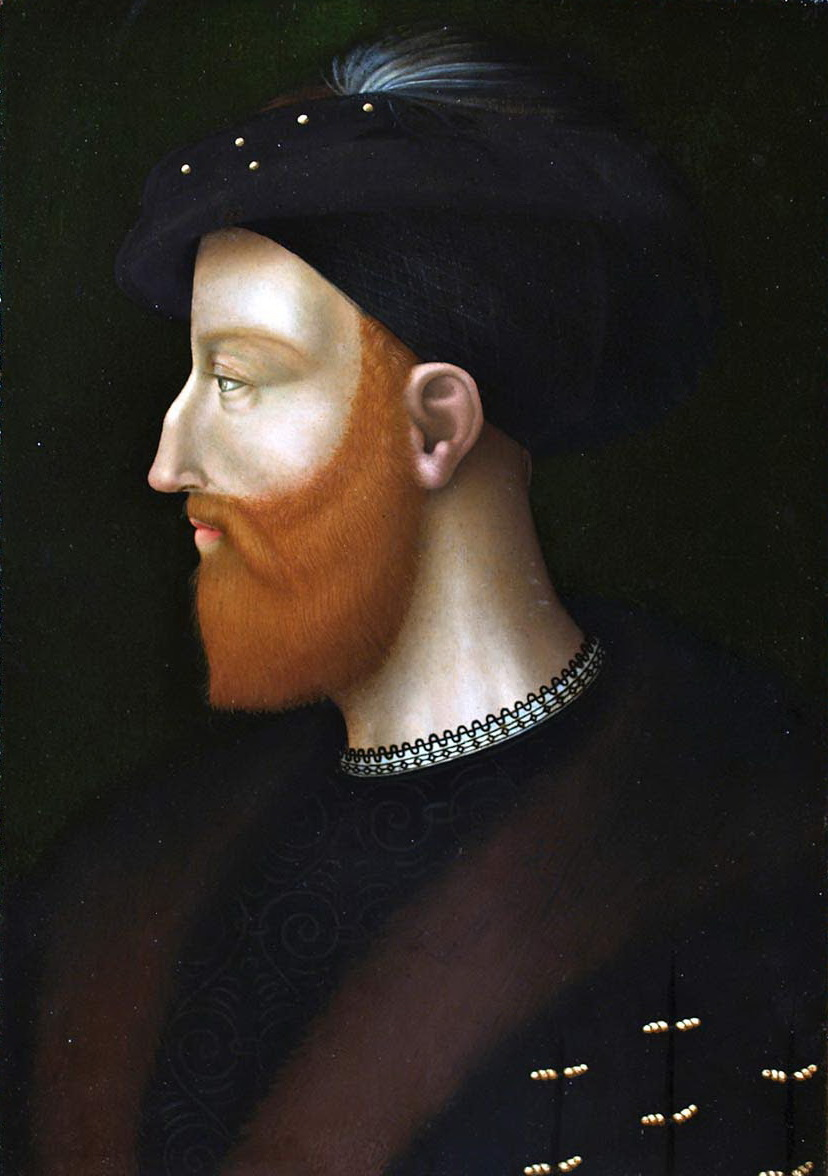
Fernando de Ávalos, marqués de Pescara, fue el comandante de la infantería española en La Motta.

## La batalla

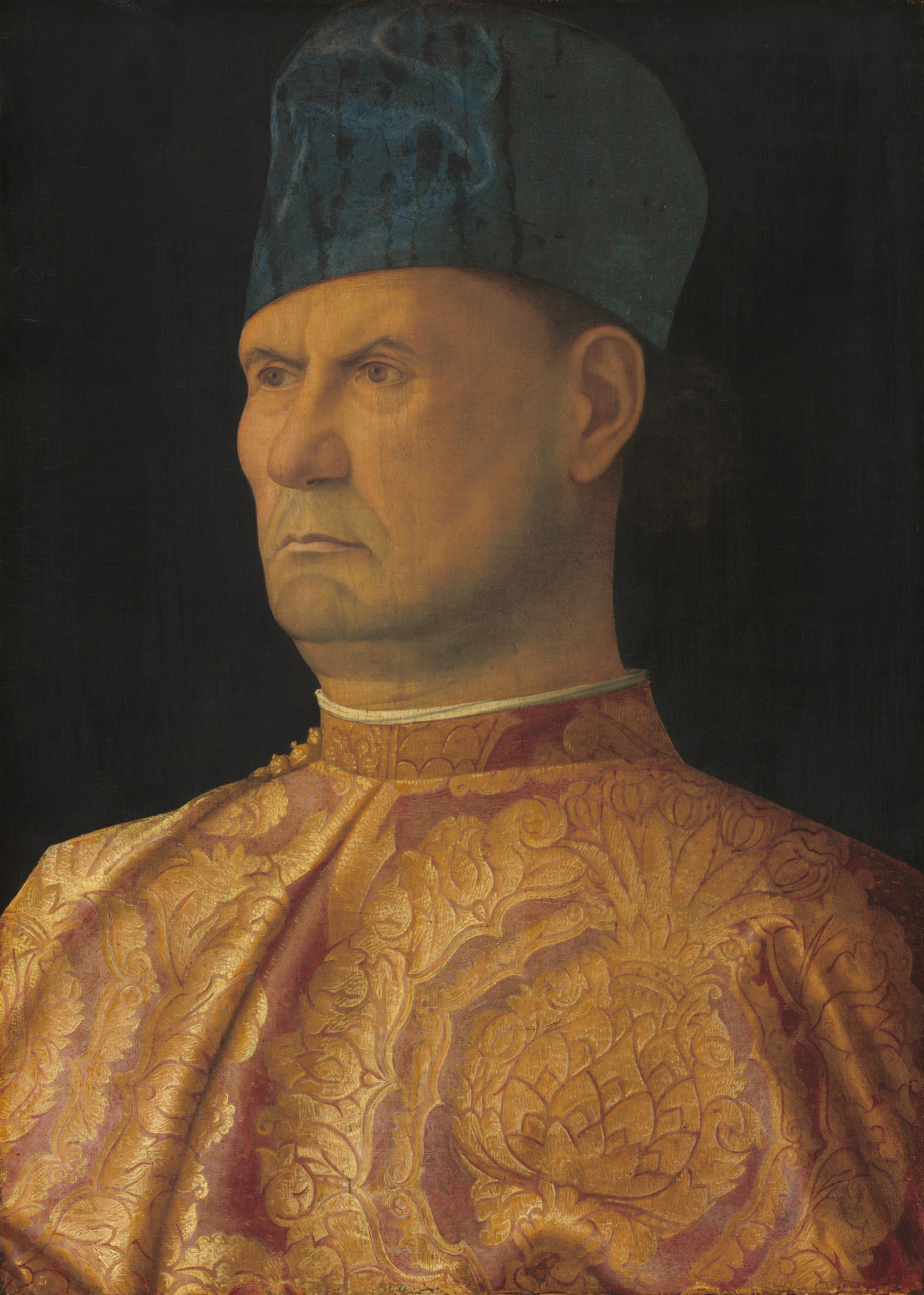
Presunto retrato de Bartolomeo d'Alviano, por Giovanni Bellini.

La hueste veneciana acaudillada por Bartolomeo d'Alviano se enfrentó finalmente a la de Cardona a las afueras de Vicenza, una ciudad del noroeste de Italia, el 7 de octubre de 1513. La infantería alemana y española que capitaneaban Fernando de Ávalos, Jorge de Frundsberg y Prospero Colonna, bien posicionada y lista para la batalla, lanzó una fuerte carga contra los venecianos, causando miles de muertos y heridos –más de 4500 bajas– en sus filas. Este fue un severo golpe que forzó el abandono del campo por el ejército de la Serenísima República, y en consecuencia su desbandada completa.
A pesar de la sonada derrota veneciana, ambos contendientes continuaron manteniendo durante el resto del año y hasta el siguiente, escaramuzas en la región de Friuli-Venecia Julia, situada más al noroeste.

## Consecuencias
Aunque los españoles consiguieron una victoria decisiva, la Liga Santa no pudo sacar provecho de ella. A la muerte el 1 de enero de 1515 del rey Luis XII de Francia, ascendió al trono Francisco I, quien asumió el título de duque de Milán en su coronación e inmediatamente se movilizó para reclamar sus posesiones italianas. Una fuerza suizo-pontificia se desplazó al norte de Milán para bloquear su paso por los pasos alpinos, pero Francisco evitó los pasos principales y marchó en su lugar a través del valle del Stura. La vanguardia francesa sorprendió a la caballería milanesa en Villafranca d'Asti, tomando prisionero a Prospero Colonna, y mientras tanto, Francisco y el cuerpo principal del ejército francés confrontaron a los suizos en la batalla de Marignano del 13 de septiembre.